# Котанело
Котанело (итал. Cottanello) је насеље у Италији у округу Ријети, региону Лацио.
Према процени из 2011. у насељу је живело 154 становника. Насеље се налази на надморској висини од 502 м.

## Становништво
| 1936. | 1951. | 1961. | 1971. | 1981. | 1991. | 2001. | 2011. |
| ----- | ----- | ----- | ----- | ----- | ----- | ----- | ----- |
| 1.261 | 1.212 | 1.008 | 787   | 655   | 597   | 572   | 562   |